# 村上卓史
村上 卓史（むらかみ たかふみ、1966年9月26日 - ）は、日本のバラエティ番組とスポーツ番組の放送作家。日本放送作家協会副理事長。

## 人物
神奈川県出身。青山学院大学文学部日本文学科卒業。横浜ベイスターズの大洋時代からの大ファン。テリー伊藤門下のロコモーション所属。おちまさと、都築浩と同期で『天才・たけしの元気が出るテレビ!!』放送作家予備校第2期生。
日本中央競馬会 (JRA) と地方競馬全国協会 (NAR) 、およびシンガポールで馬主登録を行っている。勝負服は黄に茶格子、袖茶一本輪で、漫才コンビ・麒麟の川島明がデザインを請け負った。所有馬の名前を川島や安田美沙子に付けさせたり、Twitterで募集するなどの話題作りをしている。
2024年10月14日には、活動休止中の斉藤慎二（ジャングルポケット）が所有していた「オマタセシマシタ」を村上が預かることとなった。
2014年1月からは、インターネットラジオ・ソラトニワ銀座で「銀座競馬倶楽部　村上卓史の馬イイ話」のパーソナリティを務めている。2022年6月に日本放送作家協会副理事長に就任。

## 担当番組
- ジャンクSPORTS[1]
- 学校へ行こう![1]
- さんまのSUPERからくりTV[1]
- ウチくる!?[1][2]
- TokYo,Boy[1]
- うまくら
- オールスター感謝祭
- SRS[1]
- PRIDE[1]
- 徳光&所のスポーツえらい人グランプリ（日テレ特番）[6]
- 天下統一CG将軍（BSジャパン、2007年10月27日）に出演
- みんなのKEIBA[2]
- なまうま[2]

ほか、地上波、BSのバラエティ・スポーツ番組を多数担当。

## 過去の担当番組
- 天才・たけしの元気が出るテレビ!!
- ねるとん紅鯨団
- クイズ世界はSHOW by ショーバイ!!
- 王道バラエティ つかみはOK!
- ぶっちゃけ!99
- 名門パープリン大学日本校
- ワカチュキ
- 人気者でいこう![1]
- 弾丸ヒーローズ
- BOON![1]
- ZONE
- 筋肉番付シリーズ[7]
- カボスケ
- 抱きしめたいっ!
- 謎を解け!まさかのミステリー
- MOBI（日テレ。長野博と中山エミリが出演しているモータースポーツ番組）
- もしもツアーズ[2]

など

## スポーツ関連
- 長野オリンピック（1998年）（TBS）
- シドニーオリンピック（2000年）（NTV）
- アテネオリンピック（2004年）（CX）
- 世界陸上（1997年/1999年）（TBS）[1]
- 世界柔道選手権（2003年）（CX）
- バレーボール世界選手権（1998年）（TBS）
- ワールドグランドチャンピオンズカップ（1997年/2001年）（NTV）
- バレーボール・ワールドカップ（2003年）（CX）

など